# 배트맨 VS 드라큐라
배트맨 VS 드라큐라(The Batman Vs Dracula: The Animated Movie)는 미국에서 제작된 마이클 고구엔 감독의 2005년 애니메이션 영화이다. 제프 베넷 등이 주연으로 출연하였다.

## 출연

### 주연
- 제프 베넷
- 앨리스테어 던칸

### 조연
- 리처드 그린
- 톰 케니
- 케빈 마이클 리처드슨
- 리노 로마노
- 닐 로스
- 제임스 시에
- 피터 스토메어
- 타라 스트롱

## 제작진
- 제작책임: 마이클 고구엔
- 제작책임: 듀안 카피지
- 협력프로듀서: 킴벌리 스미스